# Układ adrenergiczny
Układ adrenergiczny – układ obejmujący część autonomicznego układu nerwowego oraz rdzeń nadnerczy. Rolę przekaźnika pełnią w nim katecholaminy: adrenalina (epinefryna), noradrenalina (norepinefryna) lub dopamina, uwalniane w synapsach adrenergicznych zakończeń zwojowych włókien współczulnych.
Układ ten wpływa na ciśnienie tętnicze krwi, podwyższając je, a także rozszerza oskrzela i źrenice.